# Украненланд
Украненланд (нім. Ukranenland) — археологічне село-музей, музей просто неба в місті Торгелов у північно-східній Німеччині (Передня Померанія), федеральна земля Бранденбургу. Назва походить від древнього західнослов'янського племені укрів. Селилися укри на незаселених місцях тоді, коли в цих місцях не було германських племен. Село-музей слов'ян «Украненланд» простягається вздовж Ueckerniederung південніше Liepgarten до північної міської околиці Торгелова й оточене лісом.
Украненланд — унікальний музей для Передньої Померанії, де після археологічних розкопок у натуральний розмір реконструйоване слов'янське село укрів IX–X століть. Відвідавши Украненланд, можна на власні очі побачити, як виглядали кораблі славетних слов'янських мореплавців, які тримали у своїх руках у VIII–X століттях Балтійське море, ознайомитися з побутом слов'янських хліборобів і ремісників того часу, поспостерігати за роботою ливарника, гончара і коваля, послухати середньовічну музику і скуштувати страв за рецептами того часу.
Музей просто неба складається з таких частин:
- Ранньосередньовічне слов'янське поселення Украненланд
- Інформаційний центр недалеко від села,
- Пізній середньовічний комплекс будівель у Торгелові Castrum Turglowe
- Коги в Корабельні в Юкермюнде.

Ладдя «Сварог» (Svarog) — перший в Німеччині реконструйований 1997 року слов'янський корабель, зроблений для Украненланд за археологічними знахідками на острові Рюген (Руян) у Ральсвіку (нім. Ralswiek). Цей тип корабля датується IX століттям.
Ладдя «Свінтовит» (Svantevit) — це реконструкція 1998 року лехітського корабля, виявленого під час археологічних розкопок у містечку Lebafelde Лемборського повіту Поморського воєводства, також відомого за назвою Charbrow, побудованого близько 1100 року.

## Передісторія
Західно-слов'янське плем'я укрів (украни) у VI столітті поселилося в незаселених місцях на сході сучасної германської землі Бранденбург, між річками Ельба та Одер. Тепер землі цього племені називаються слов'янським топонімом Уккермарк.
Пізніше під натиском саксів місцеве слов'янське населення було витіснено на схід. У літописі данського історика Саксона Граматика (лат. Saxo Grammaticus, близько 1150 р. — 1220 р.) останню слов'янську фортецю в регіоні річок Ельба та Одер — замок Аркона — захопили Сакси 1168 р. Після чого відбулося масове переселення колоністів із Німеччини, а слов'янські племена поступово почали асимілюватися й зникати з цих земель (напр. «древани»). Проте досі збереглась етнічна спільнота західних слов'ян у Німеччині — лужичани, що продовжують використовувати слов'янську мову.
Німецькі історики вважають, що пізня назва «Ukera» (або «Terra Ukera») означає «прикордоння». Укри залишили незліченну кількість топонімів в Уккермарці: майже кожна назва закінчується на «-ов» (Брасов, Кармзов, Валмов, Казеков, Грос Піннов, Тантов, Грнов, Цихов, Пассов), що властиво слов'янським найменуванням.
Музей Украненланд присвячений слов'янам, які жили тисячоліття тому на берегах Укеру в Східній Німеччині, займалися землеробством, ремеслами, суднобудуванням і були чудовими мореплавцями. Будь-хто завдяки цьому музею може поринути у слов'янську східну Німеччину.

## Галерея

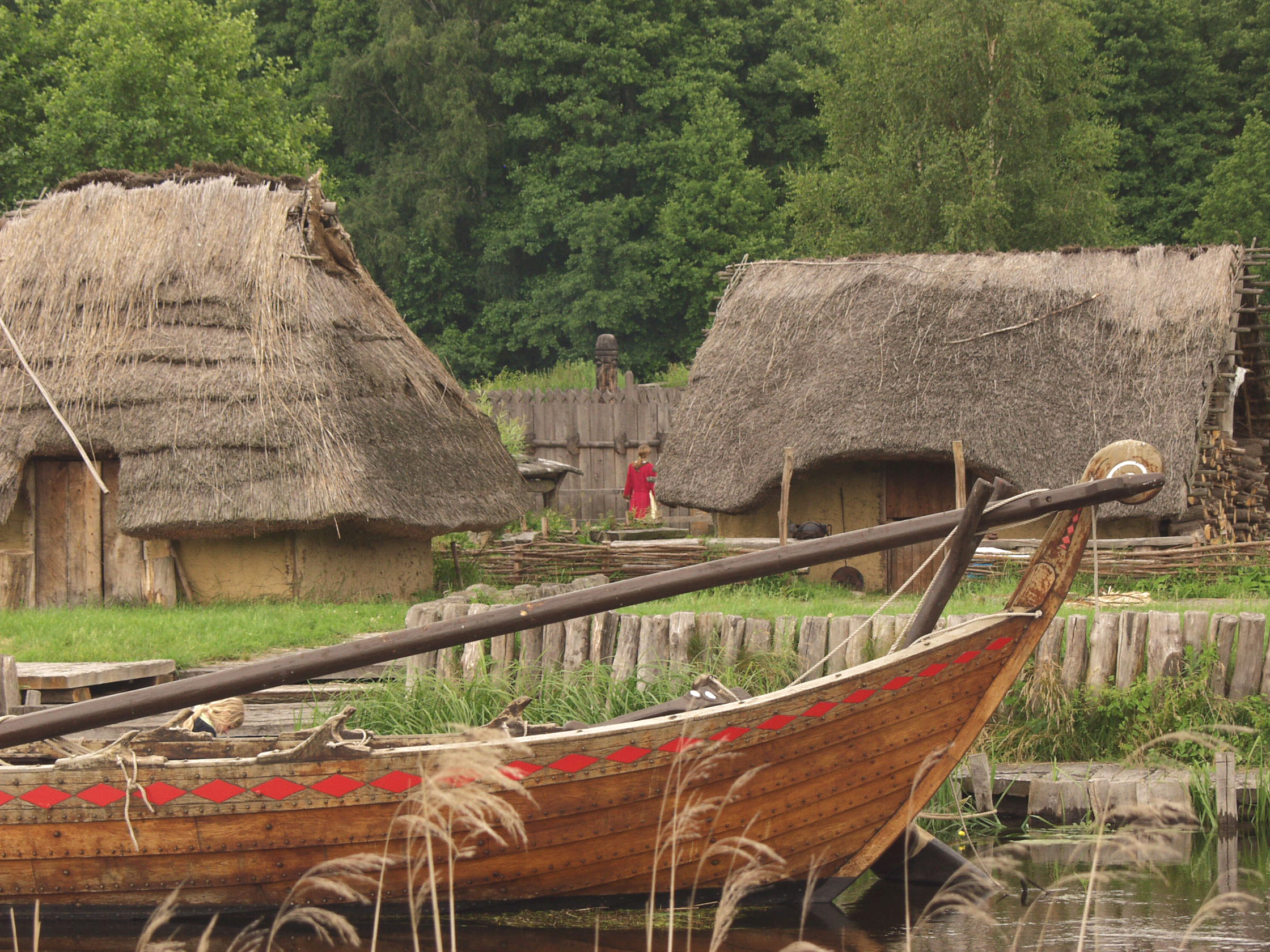
Село-музей на Укері
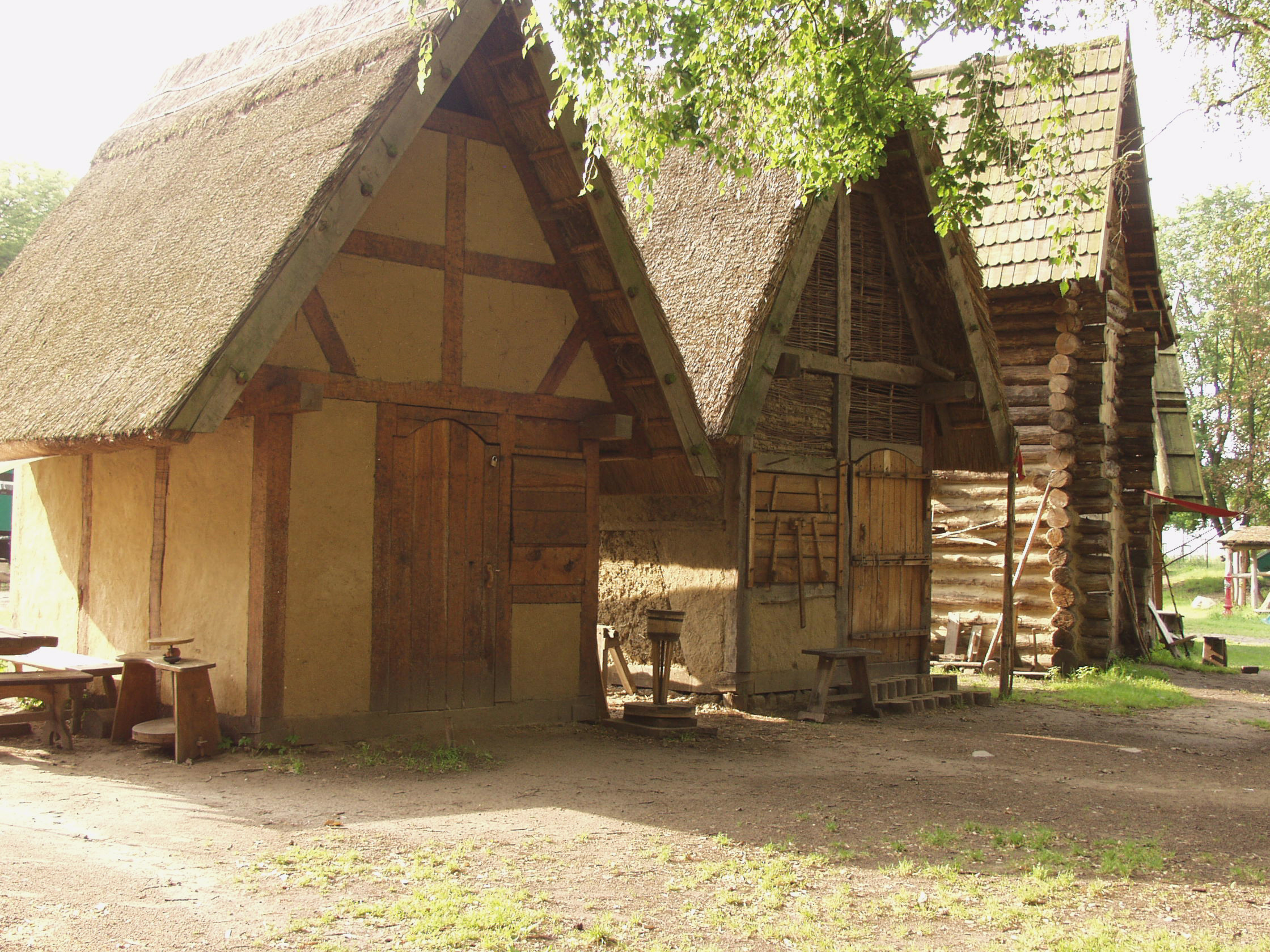
У середньовічному центрі «Castrum Turglowe»
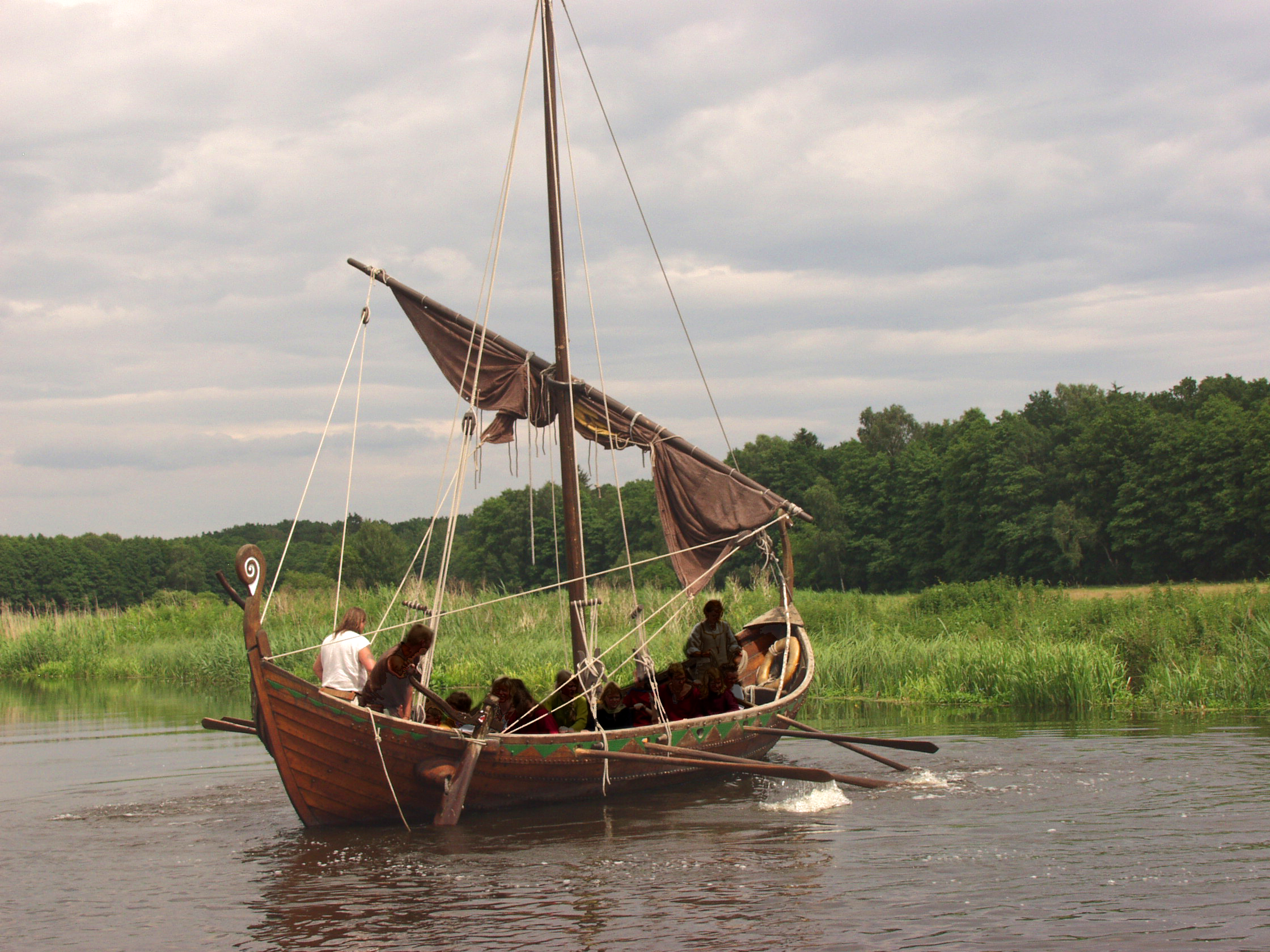
Ранньосередньовічний корабель «Свантевіт»
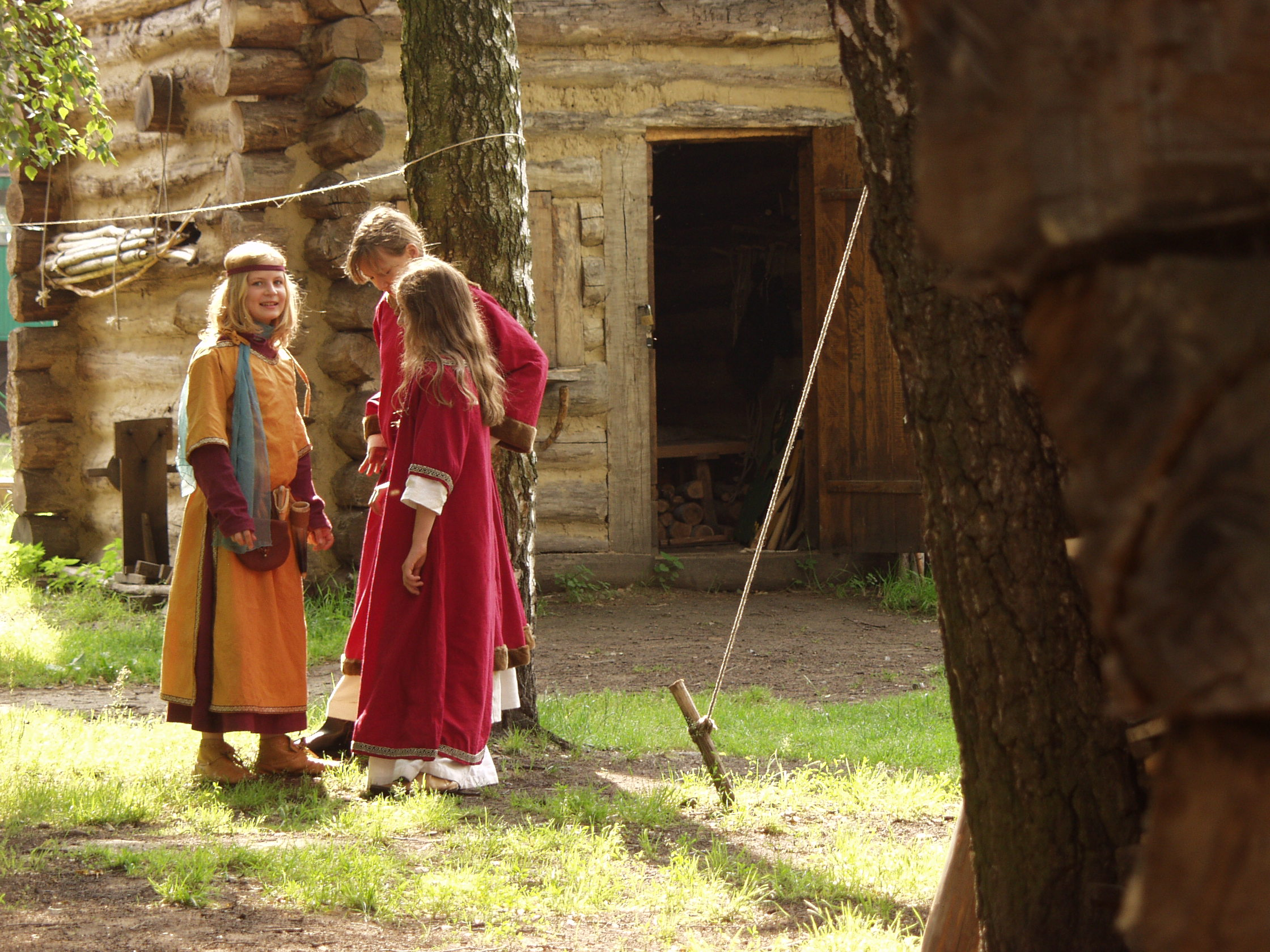
У «Castrum Turglowe»
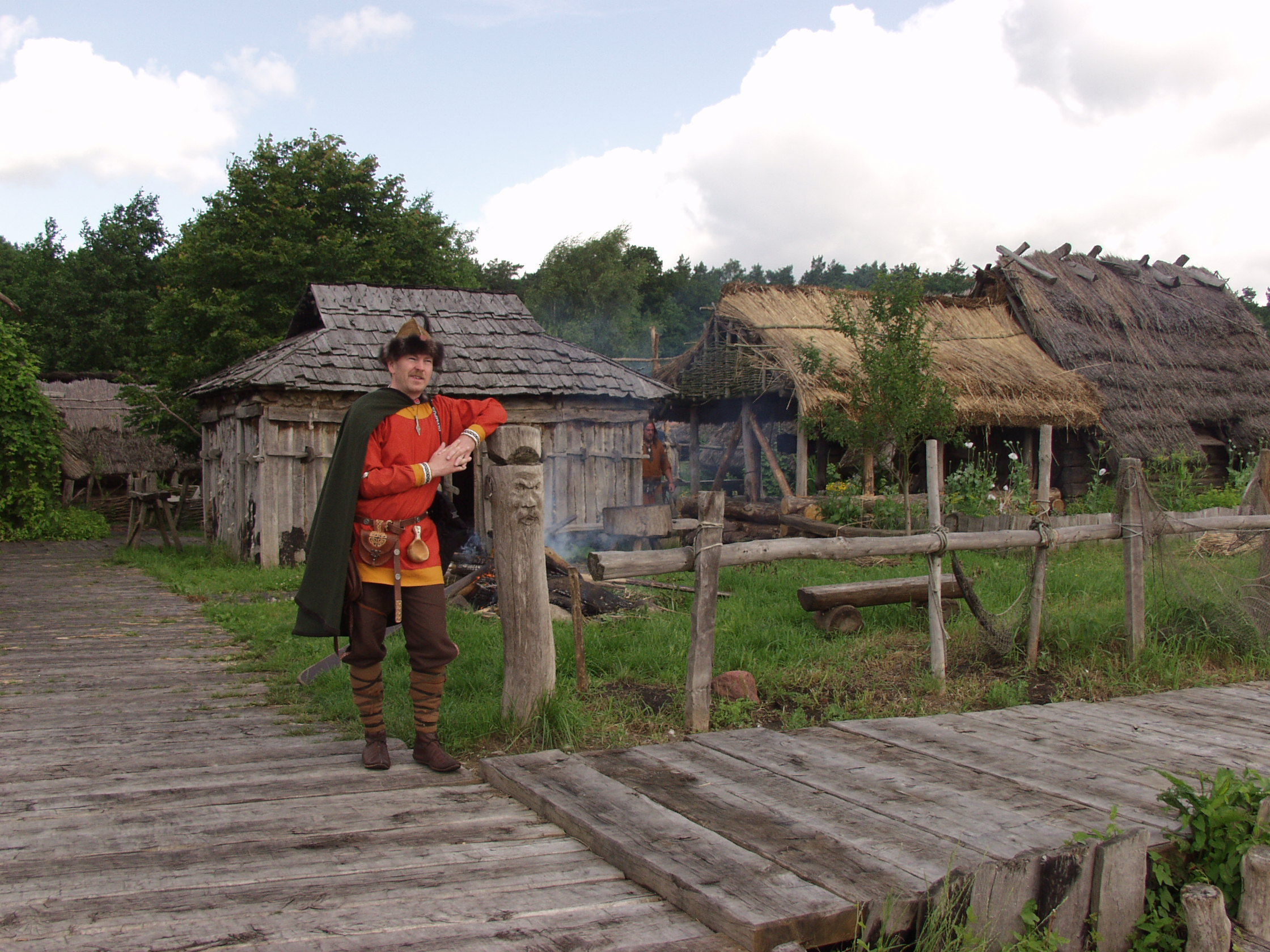
Відвідини франків
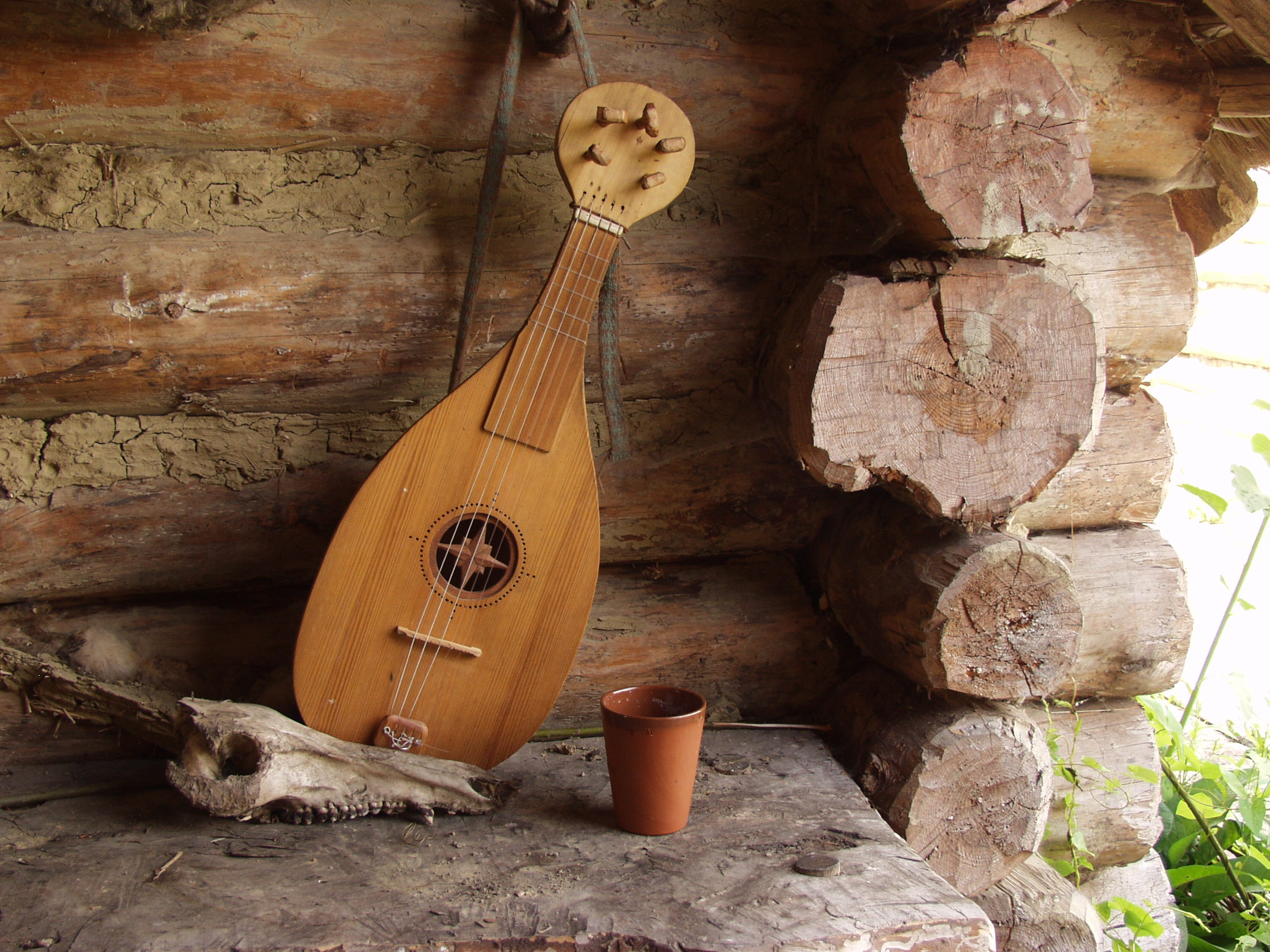
Натюрморт
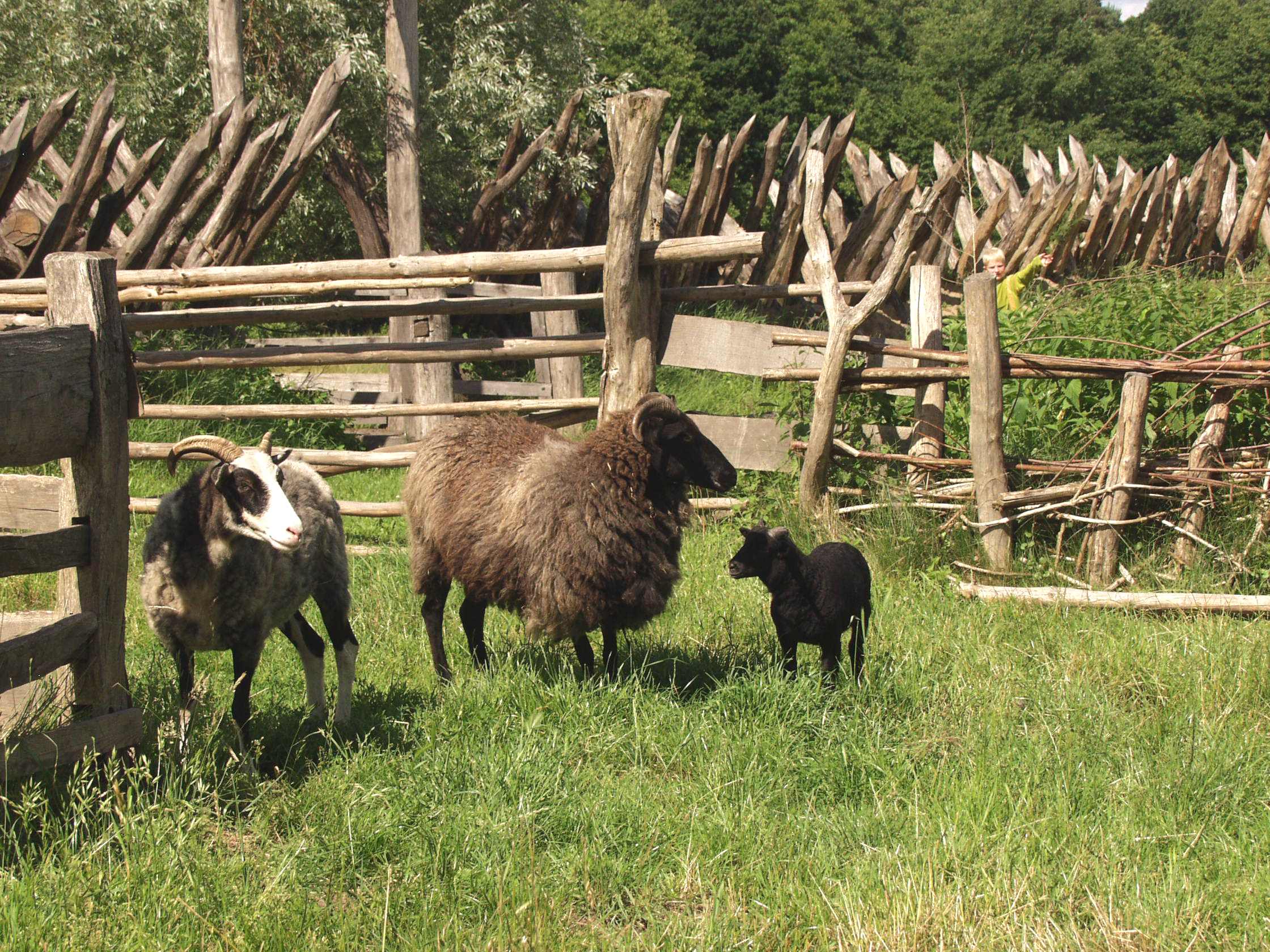
Отара овець
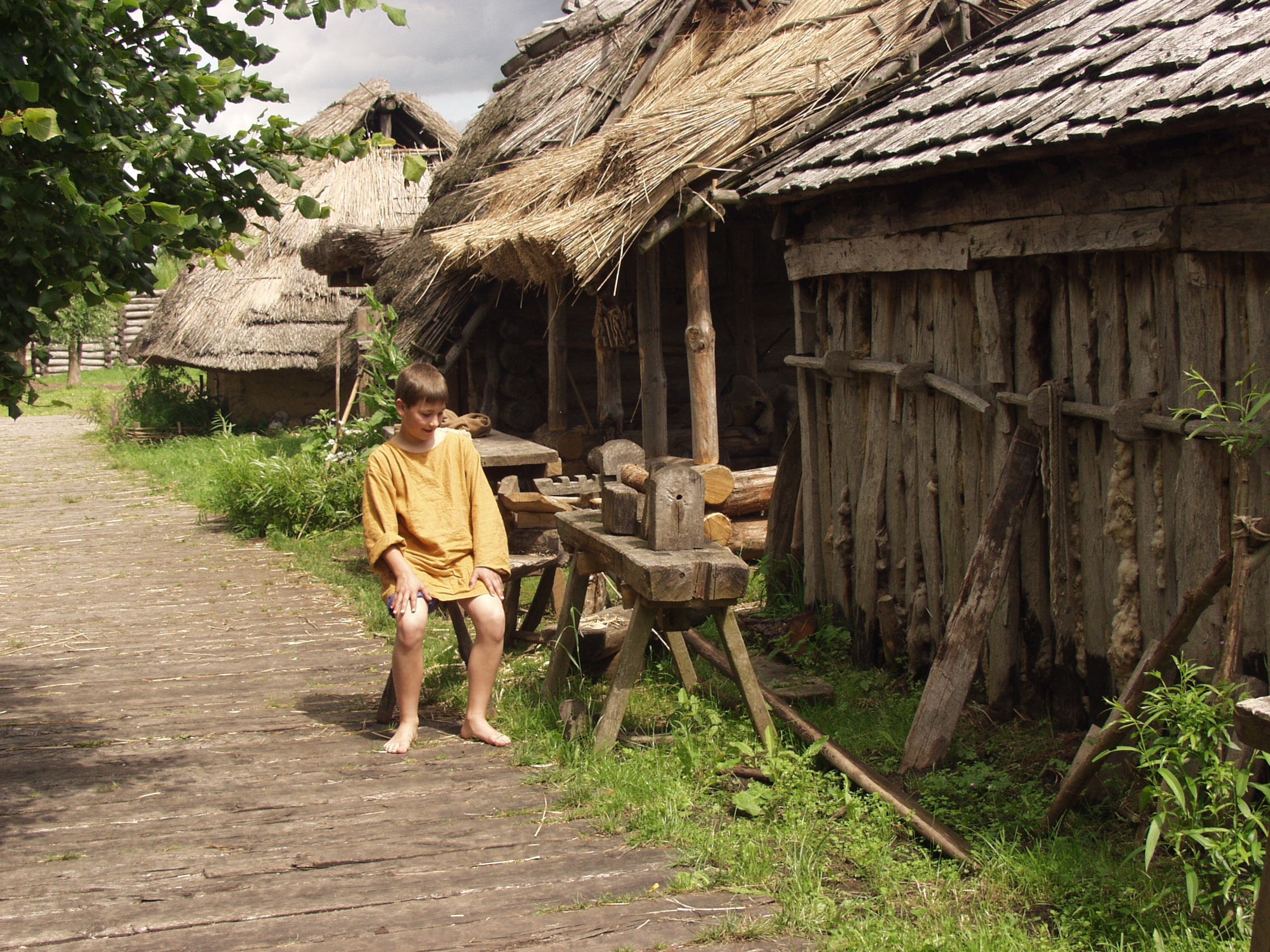
В Украненланді
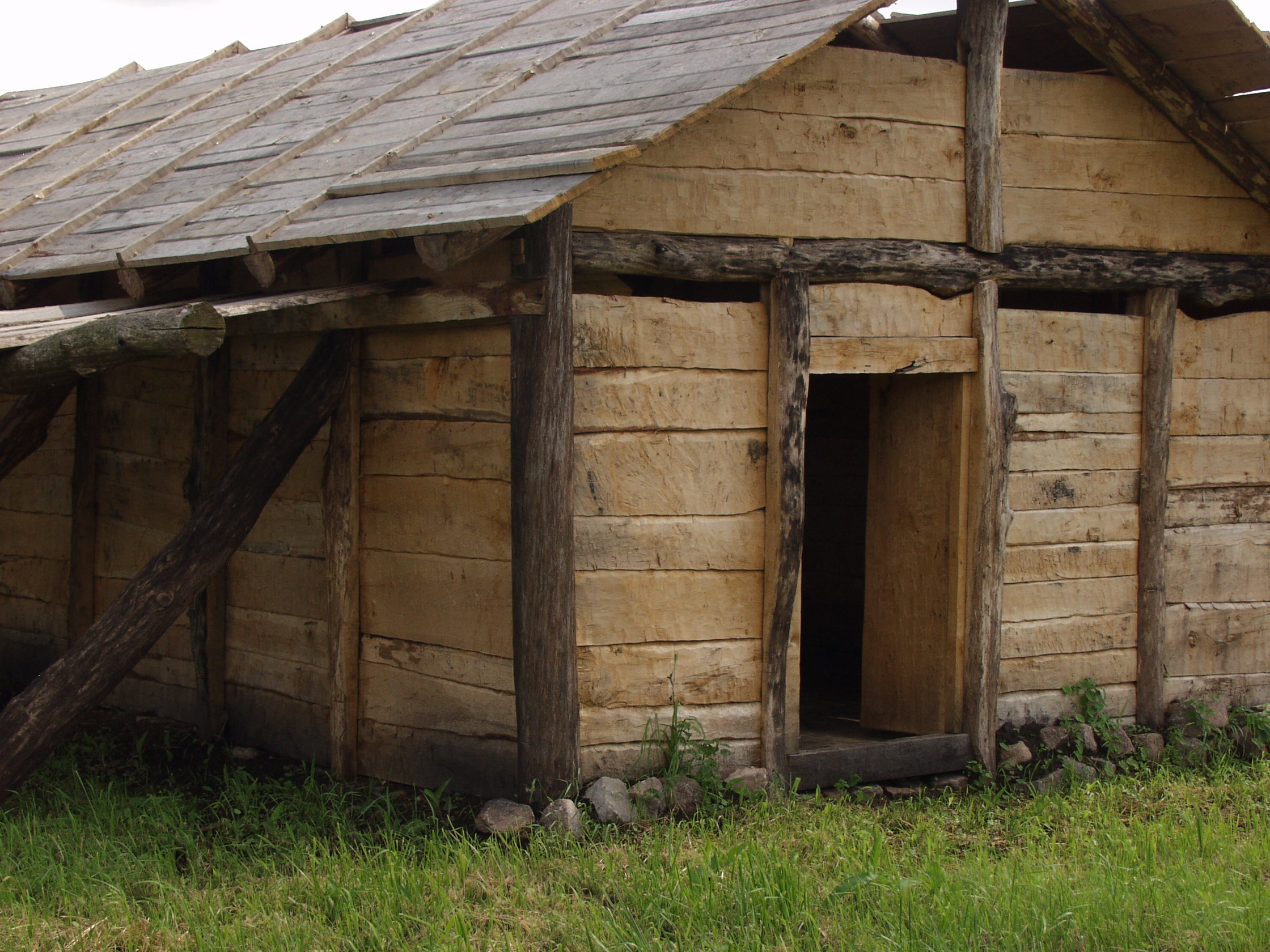
Недобудовані хатини
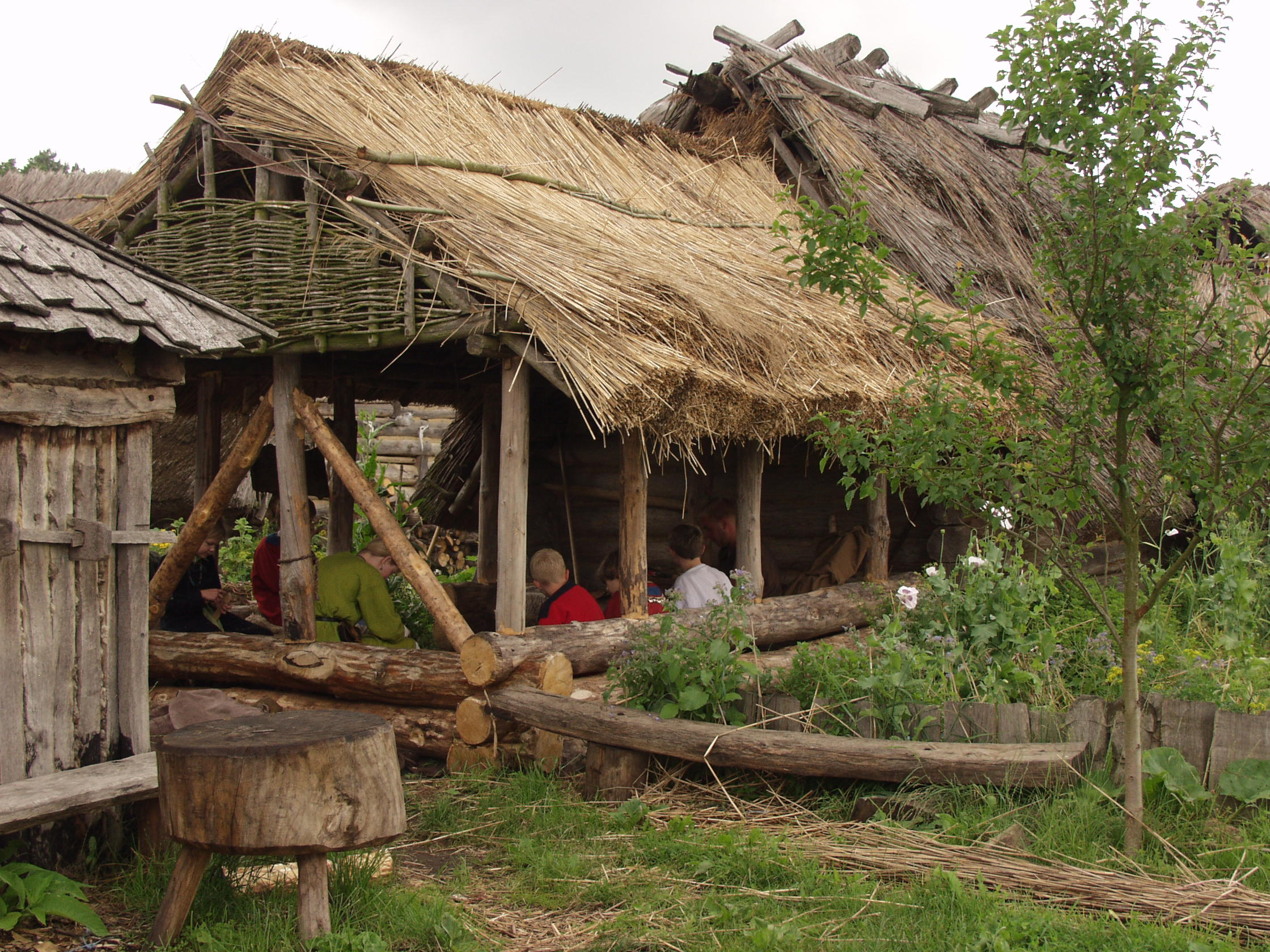
Житло різника ложок
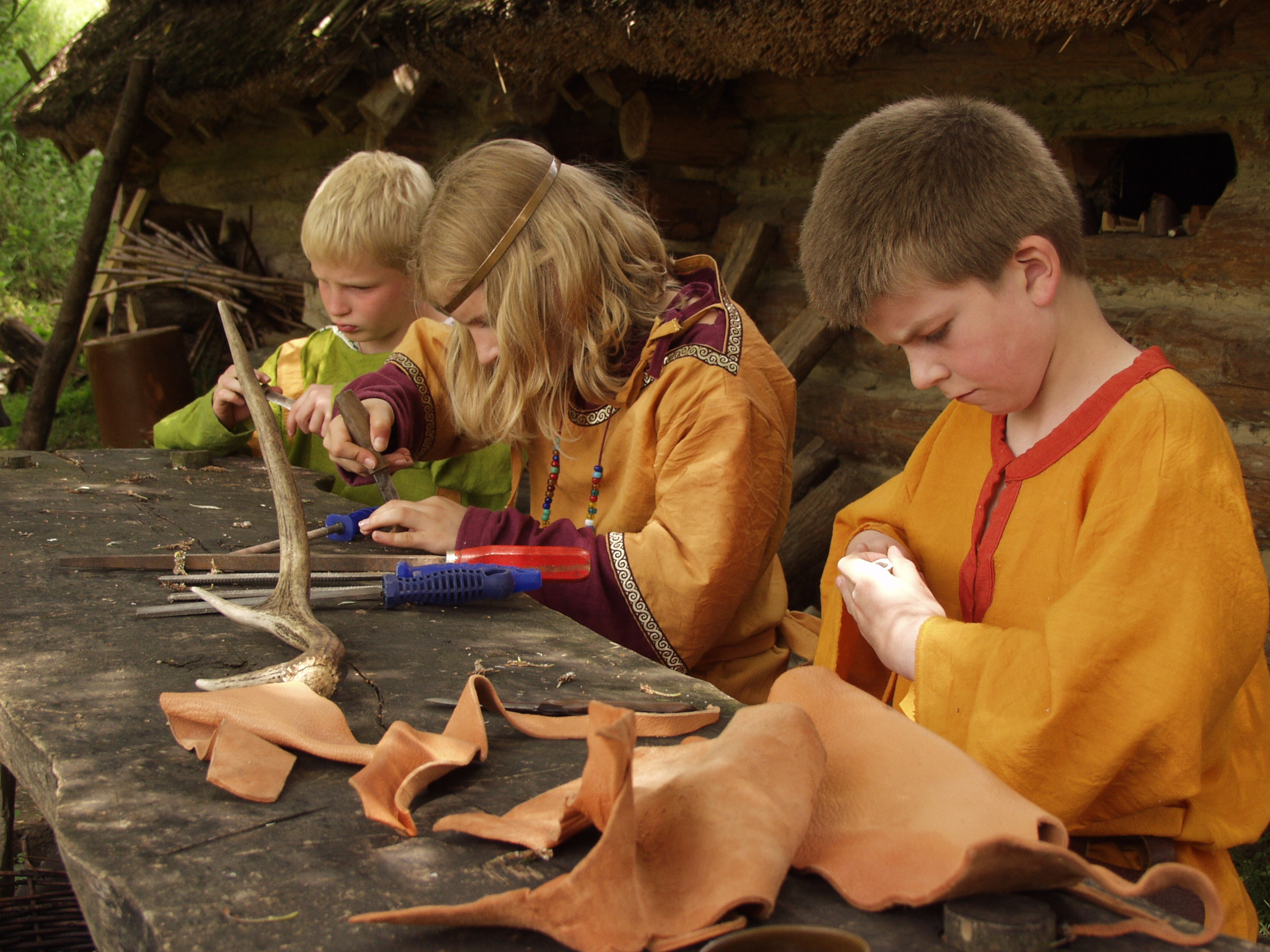
Різьба по кістці
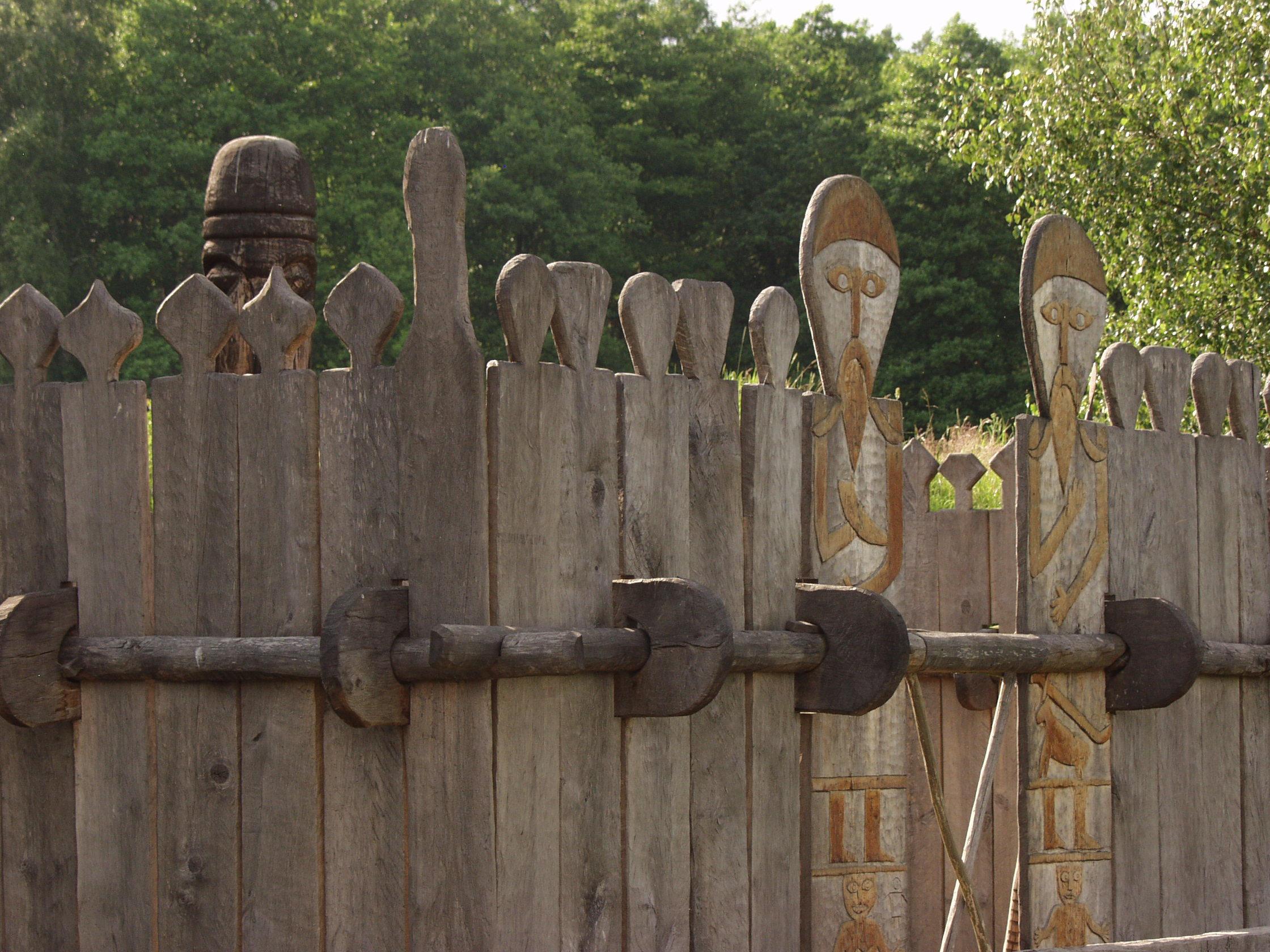
Храм богів
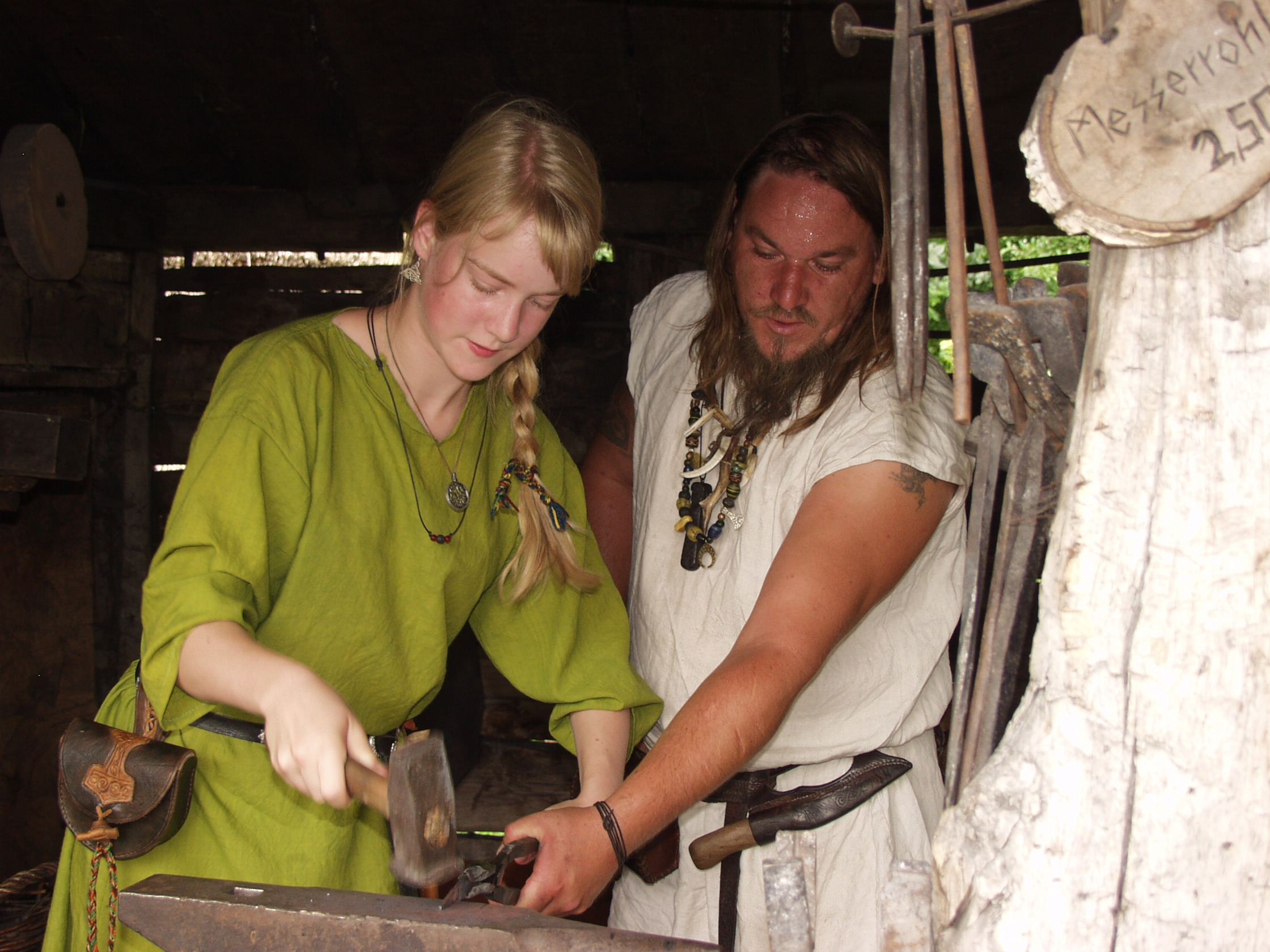
Кування
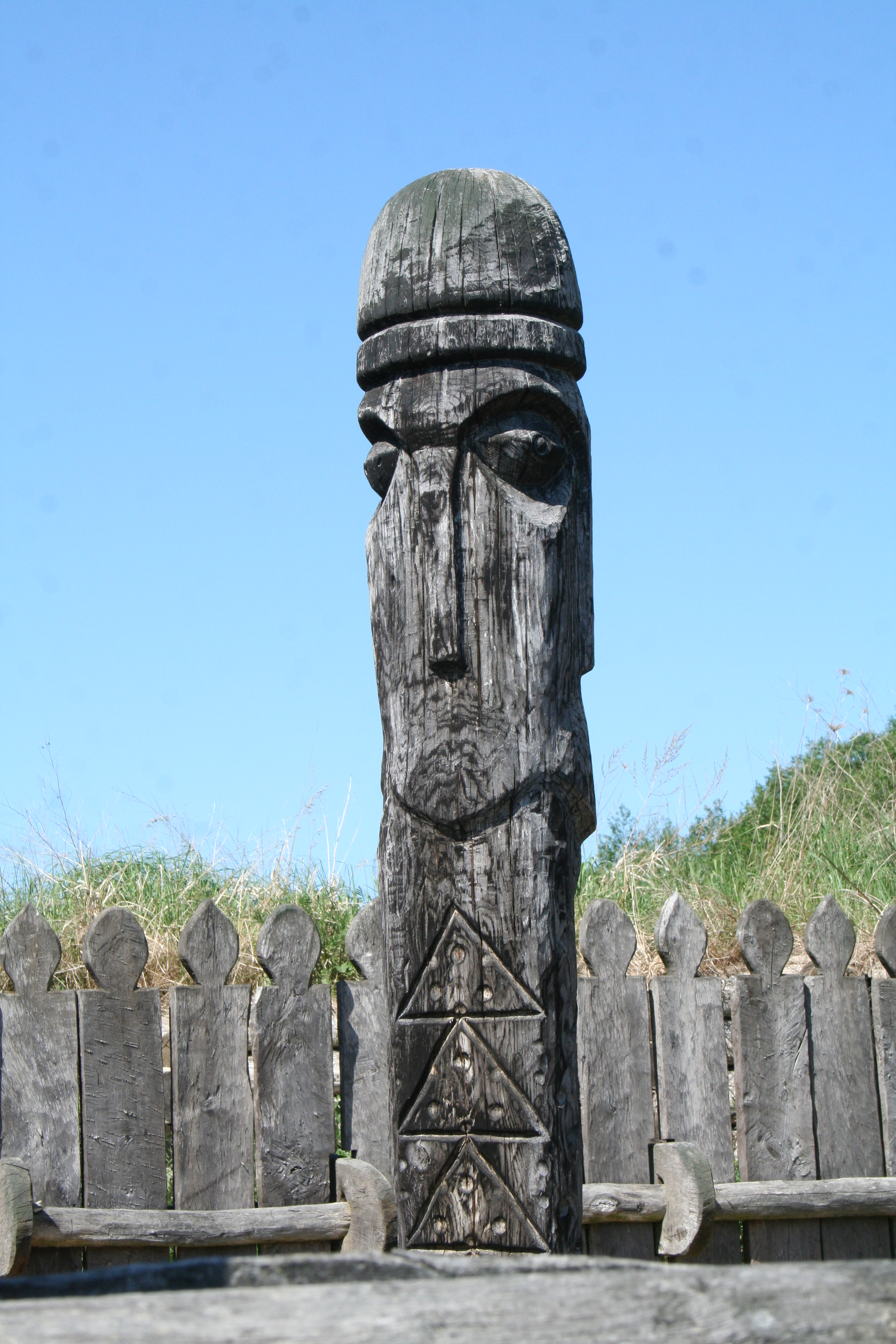
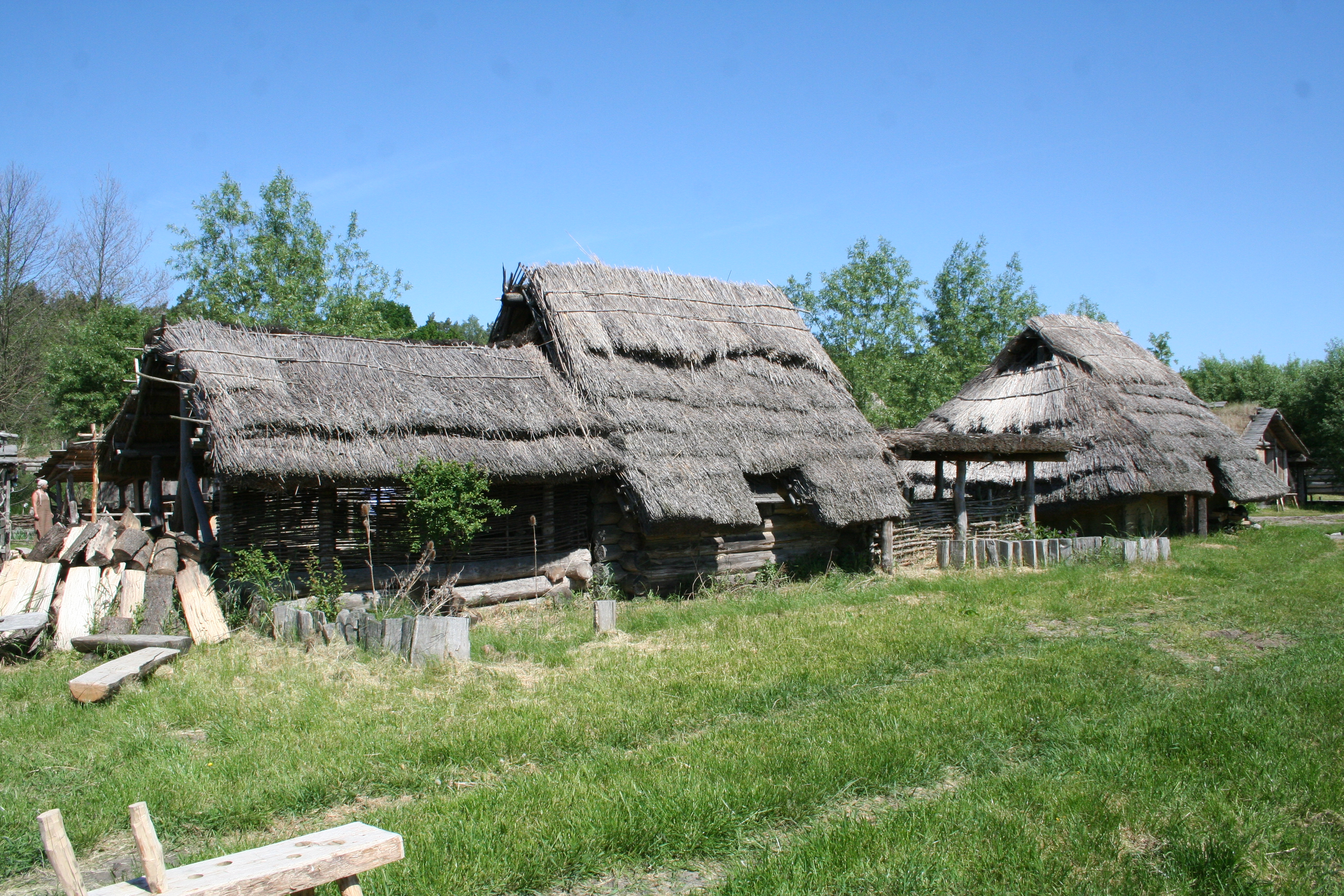
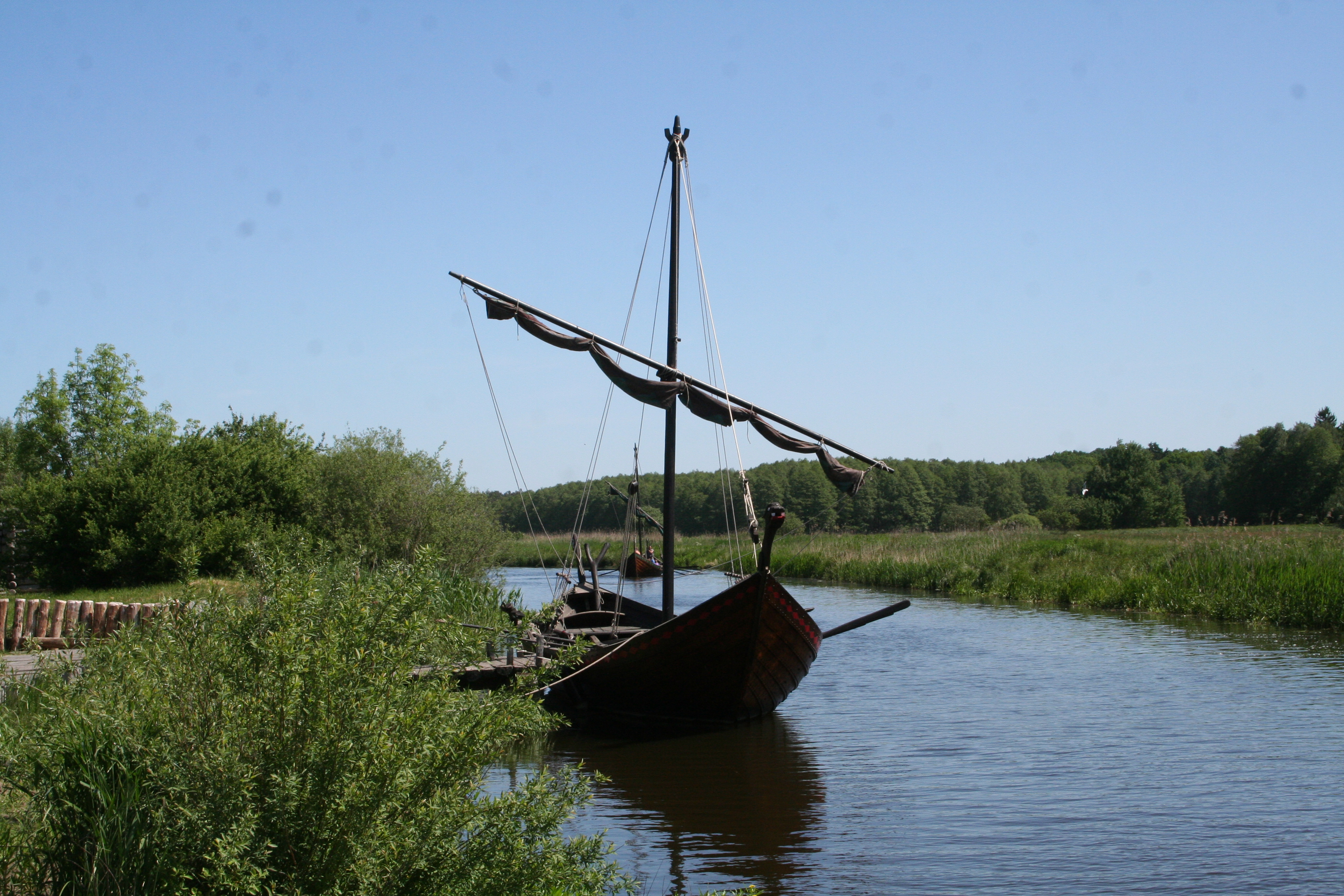
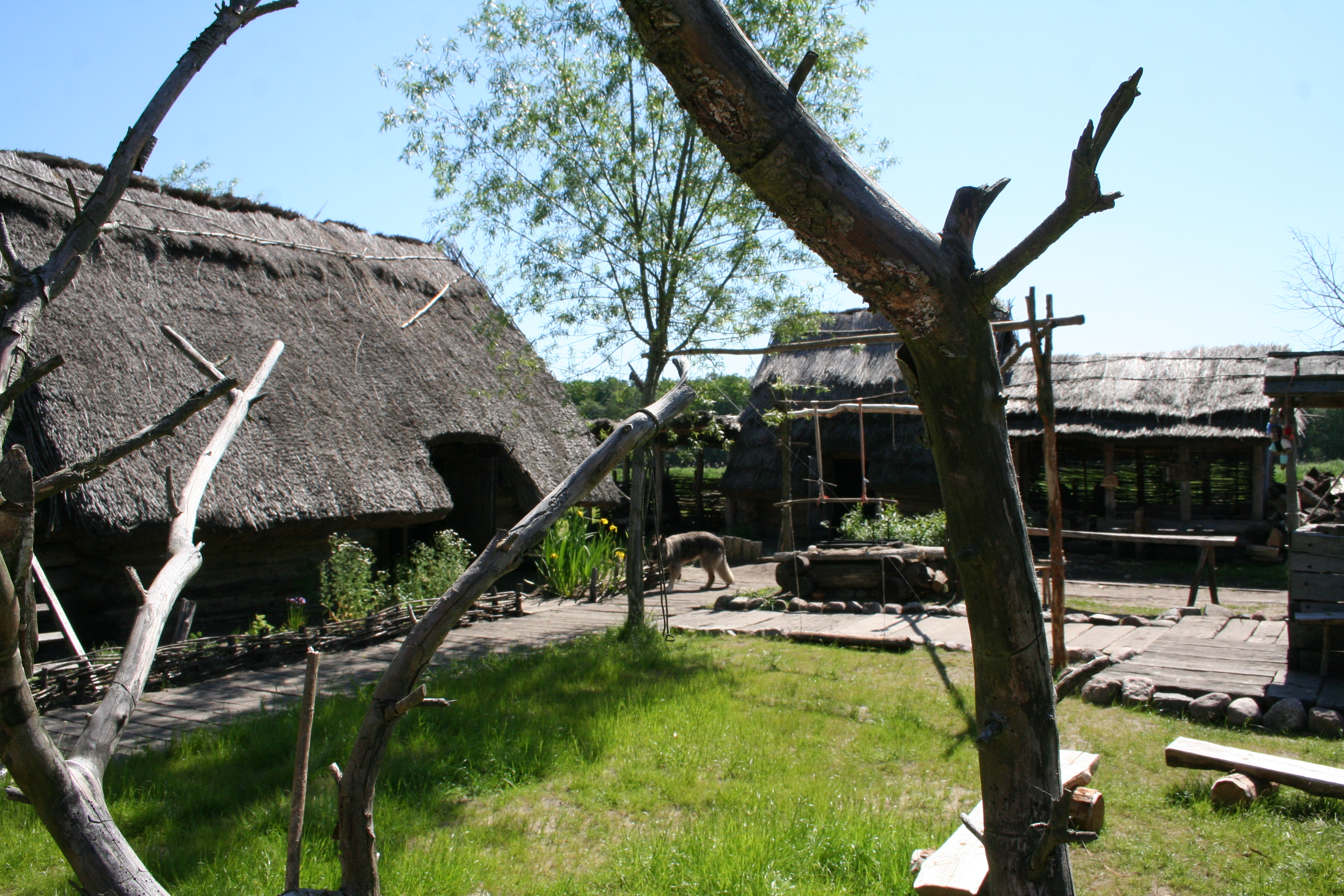